# Dvoransko kolesarstvo
Dvoransko kolesarstvo predstavljati dve, med seboj zelo različni, disciplini: akrobatsko kolesarstvo in ciklobal. Disciplino je uvedel Američan Nicholas Edward Kaufmann, ki je vsakodnevno prevažal svojega psa, pri čemer je uporabljaj sprednje kolo. Skupaj z Johnom Featherlyem sta predstavila ciklobal v Rochestru, New York, 14. septembra 1893.
V ZDA dvoransko kolesarstvo ni nikoli postalo priljubljeno, medtem ko ima Nemčija, vodilna v dvoranskem kolesarstvu, kar 10.000 registriranih dvoranskih kolesarjev, po popularnosti tega športa pa ji sledijo Avstralija, Belgija, Češka, Francija in Švica. V zadnjih dvajsetih letih se dvoransko kolesarstvo močno razvija v vzhodni Aziji, v državah kot so Ljudska republika Kitajska, Japonska in Malezija. Leta 1993 je bilo v Hong Kongu prirejeno prvo dvoransko kolesarsko svetovno prvenstvo izven Evrope. Malezija je prvenstvo gostila leta 1996, Japonska pa leta leta 2001.